# Arquitectura ucraïnesa

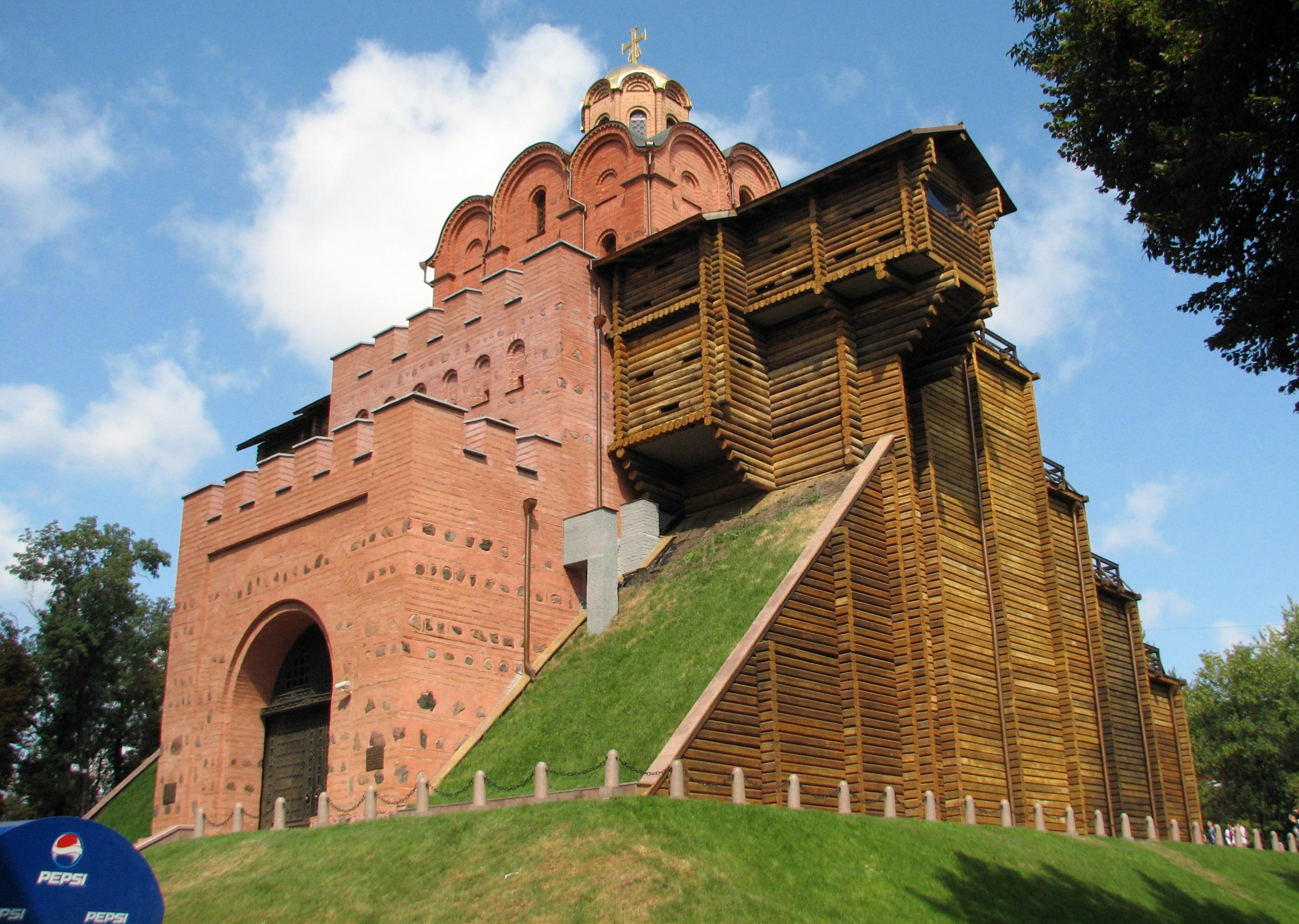
La Porta daurada de Kíev, en gran part reconstruïda, c. 1100

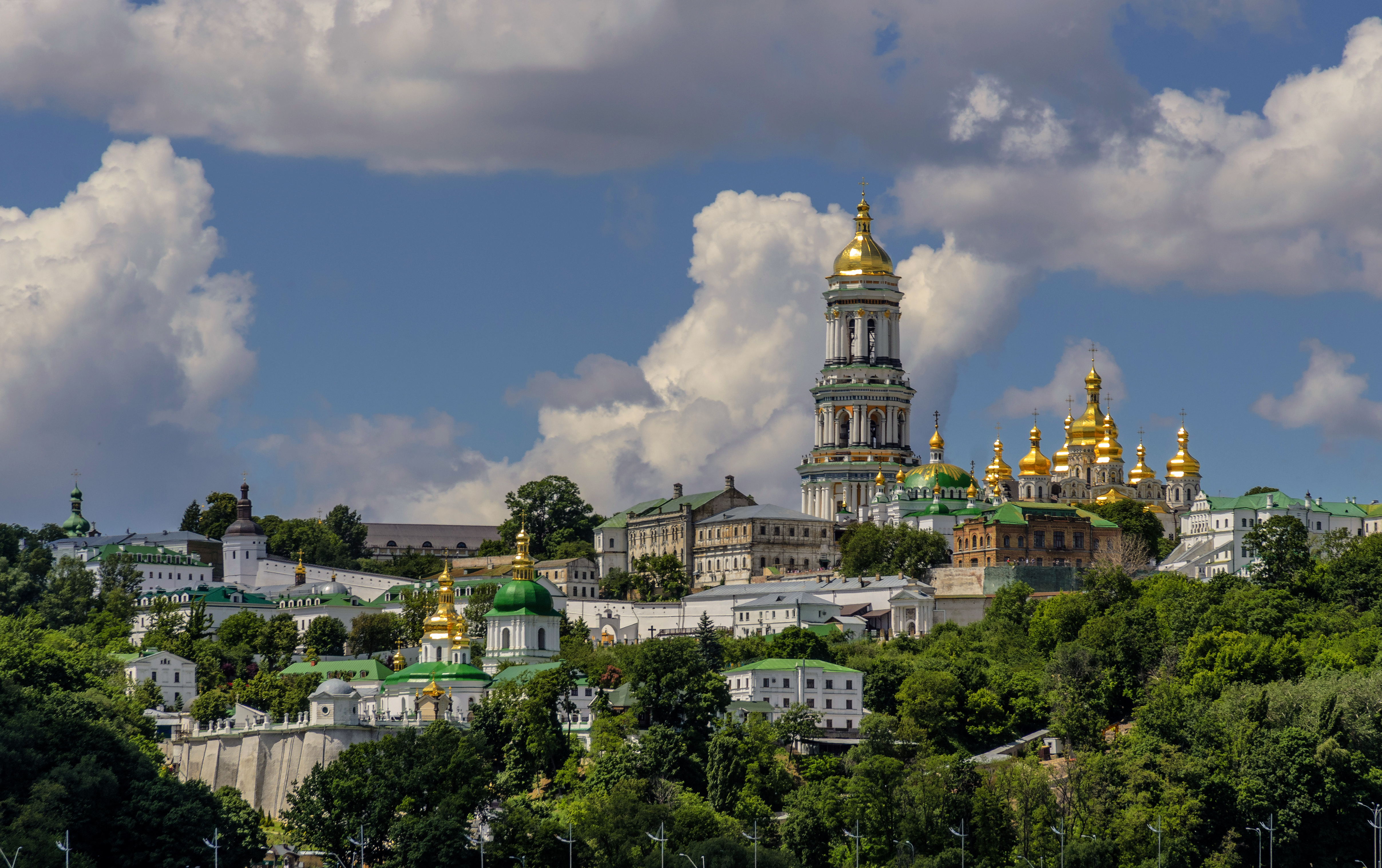
Les diverses estructures de la Lavra de Pechersk de Kíev daten de diferents períodes i, a través dels seus estils, ofereixen una visió de la història d'Ucraïna i la rica artesania que es va desenvolupar durant el seu llarg període.

L'arquitectura ucraïnesa com arquitectura nacional, s'inicia amb l'estat eslau oriental de Rus de Kiev. Després del segle XII, una història arquitectònica diferenciada va continuar als principats de Galícia-Volínia i més tard al Gran Ducat de Lituània, Rutènia i Žemaitia. Durant l'època dels cosacs de Zaporoges, es va desenvolupar un estil únic a Ucraïna sota les influències de la Confederació de Polònia i Lituània.
Després de la unió amb el Tsarat Rus, l'arquitectura a Ucraïna va començar a desenvolupar-se en diferents direccions, amb moltes estructures a l'àrea oriental més gran, governada per Rússia, construïdes amb els estils de l'arquitectura russa d'aquell període, mentre que l'oest de Galitsia es va desenvolupar sota les influències de l'Arquitectura d'Àustria i Hongria En tots dos casos aportant casos rellevants. Els motius nacionals ucraïnesos s'utilitzarien finalment durant el període de la Unió Soviètica i a l'Ucraïna independent moderna.

## Antiguitat

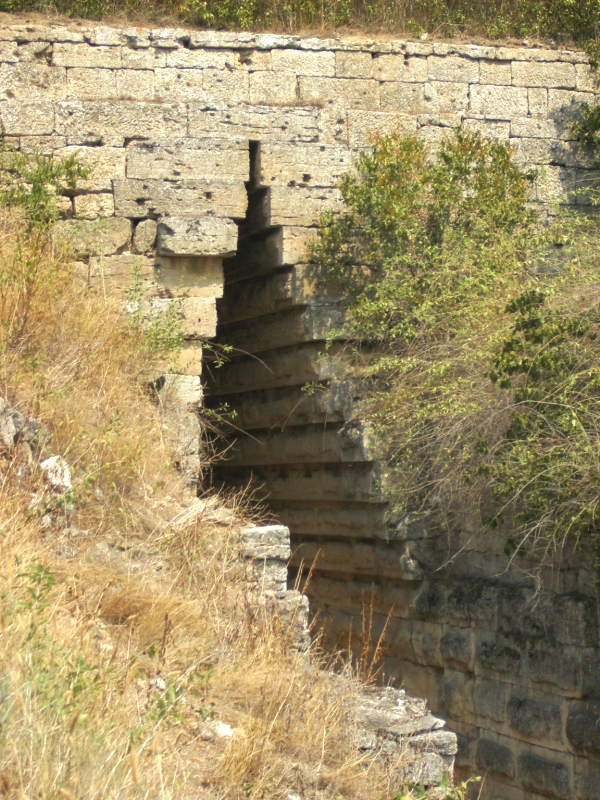
Túmul reial Kurgan amb volta arcaica prop de l'actual Kertx (Segle IV aC)

Els monuments més antics d'arquitectura monumental en terres de l'actual Ucraïna se situen a la costa de la mar Negra, localitzades a les antigues colònies gregues que es remunten als segles VIII-VII aC. Les poblacions més grans d'aquest període són: Tira, per sobre el riu Tiras; Òlbia, per sobre l'estuari de l'Hípanis; Quersonès (vora l'actual Sebastòpol), Teodòsia i Panticapea (actual Kertx) a la Tàurida; Fanagòria, davant de Kertx; i Tànais, prop de l'actual Rostov del Don, entre d'altres. Els científics associen les restes del complex arquitectònic del fort de Bilskoie (segles VII-III aC) amb l'antiga ciutat de Geló, capital dels gelons i descrita per Heròdot.
A aquesta regió durant els segles VIII - VI aC es troben restes d'estil jònic. La construcció romana es caracteritza per les muralles defensives de ciutats (Òlbia, Panticapea, Nimfèon, Gorgípia), alguns edificis residencials, el temple d'Apol·lo a Òlbia i diversos fragments de columnes, capitells, que mostren la seva diferència amb exemples purament grecs de l'Àsia Menor. Són d'especial interès les tombes com Kertx amb voltes fetes amb pedres amb pilastres forma de falca. Aquest nou sistema constructiu de superposició en aquell moment no era conegut per si mateix Grècia, però sí en algunes colònies gregues com a Alexandria.
Durant l'època cristiana i de l'Imperi Romà d'Orient dels segles IV - VII es van construir esglésies cristianes a les antigues ciutats gregues, aprofitant materials dels edificis més antics. Quersonès va ser el centre més gran de la construcció cristiana. Les restes conservades dels fonaments i parts dels murs de 27 esglésies i capelles mostren la seva amplitud. Les esglésies més antigues eren de tipus de creu grega amb forma de triangle isòsceles. Durant els segles VII al IX trobem edificis rodons (anomenades rotondes), amb capelles baptismals i edificis de tipus mitjà entre una basílica i un baptisteri. Tots els edificis estaven coberts amb un sostre de fusta, i només els absis i les rotondes més petites tenien voltes.

## Rus medieval (988–1230)

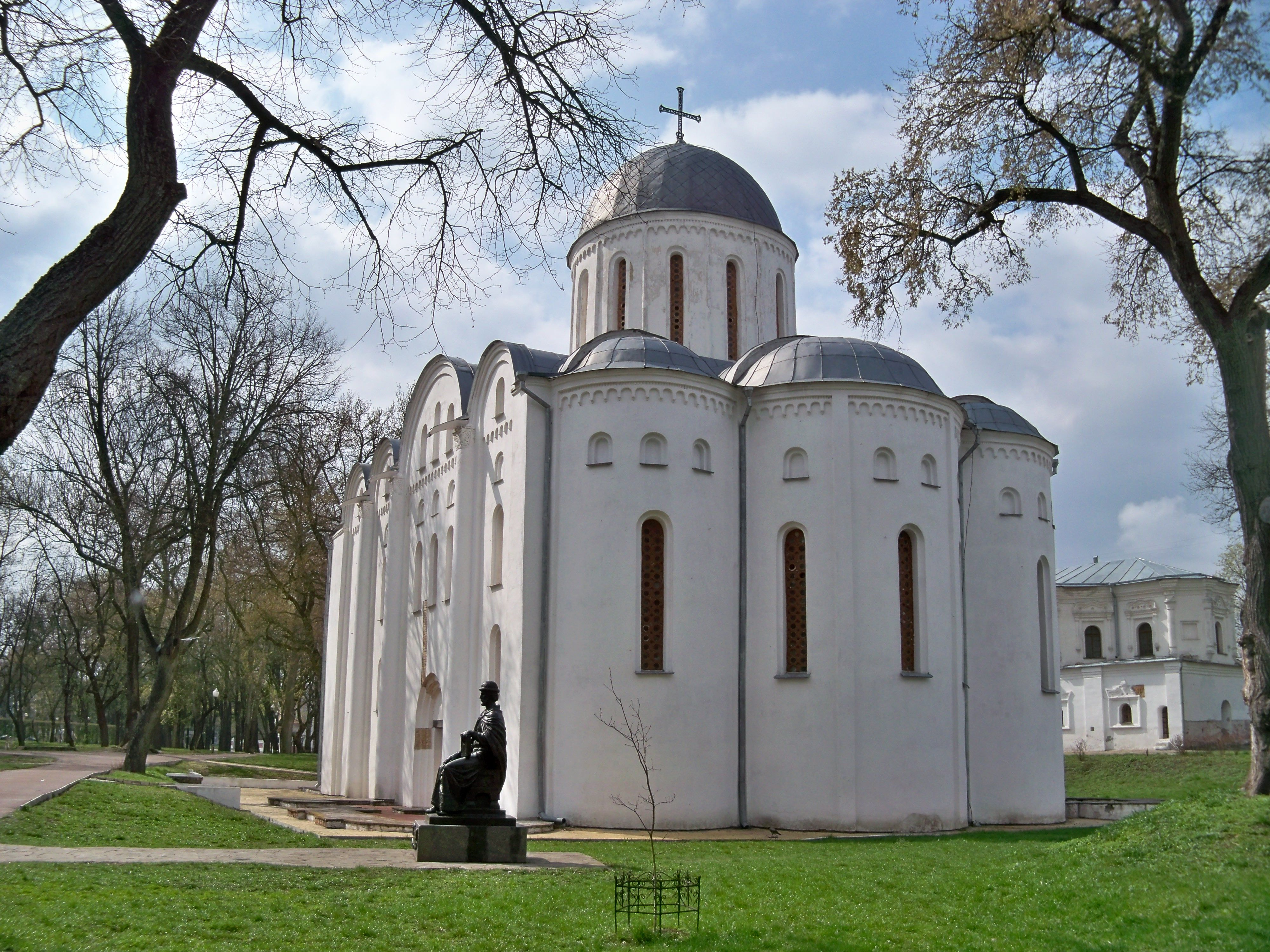
La catedral de la Transfiguració de Txernihiv data de l'any 1030 (esquerra), mentre que la propera catedral de Boris i Gleb data de 1123 (dreta).

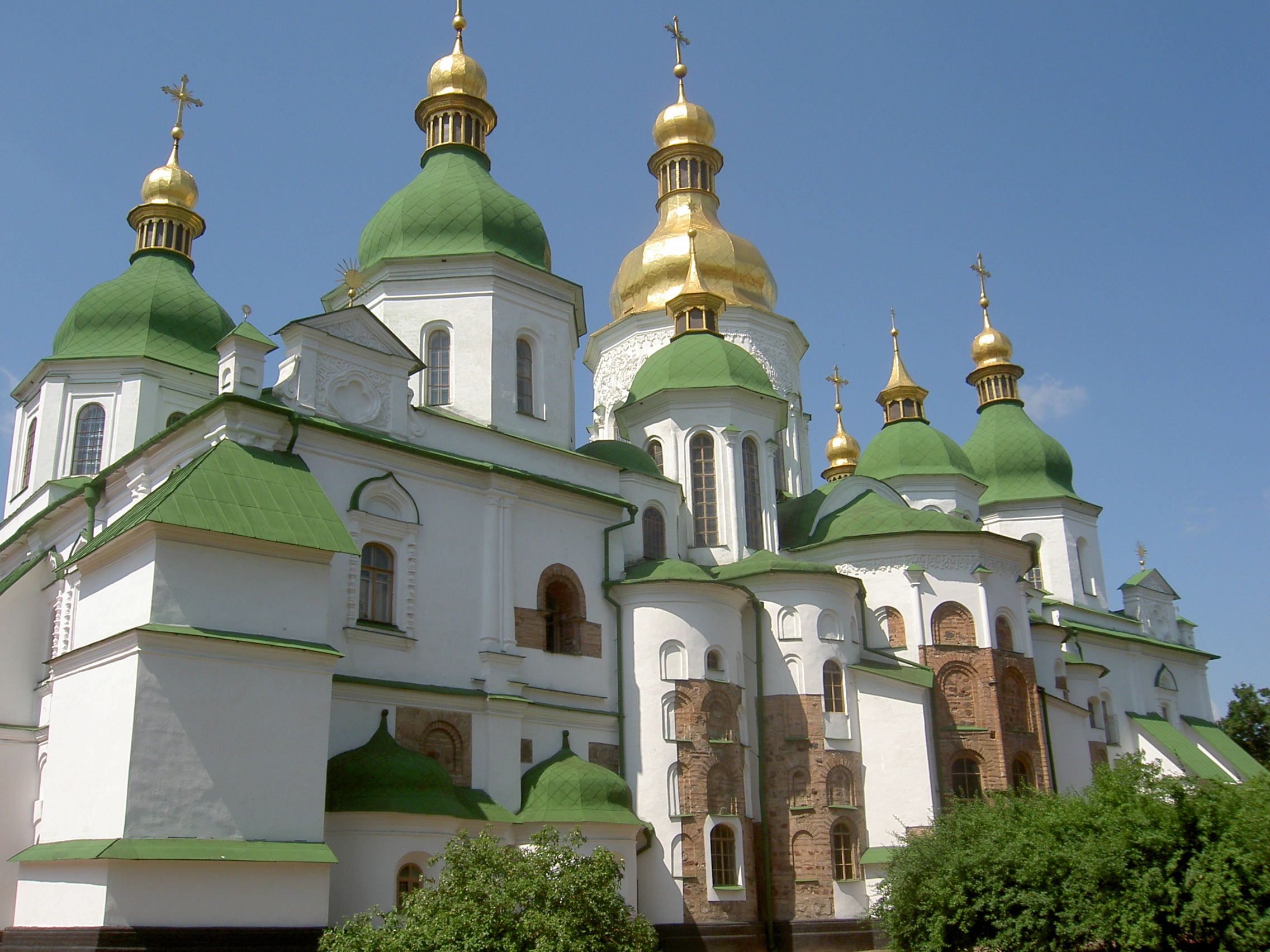
Catedral de Santa Sofia, Kíiv, 1017/1037. Va ser construït originalment en estil romà oriental al. restaurat a l'estil barroc ucraïnès.

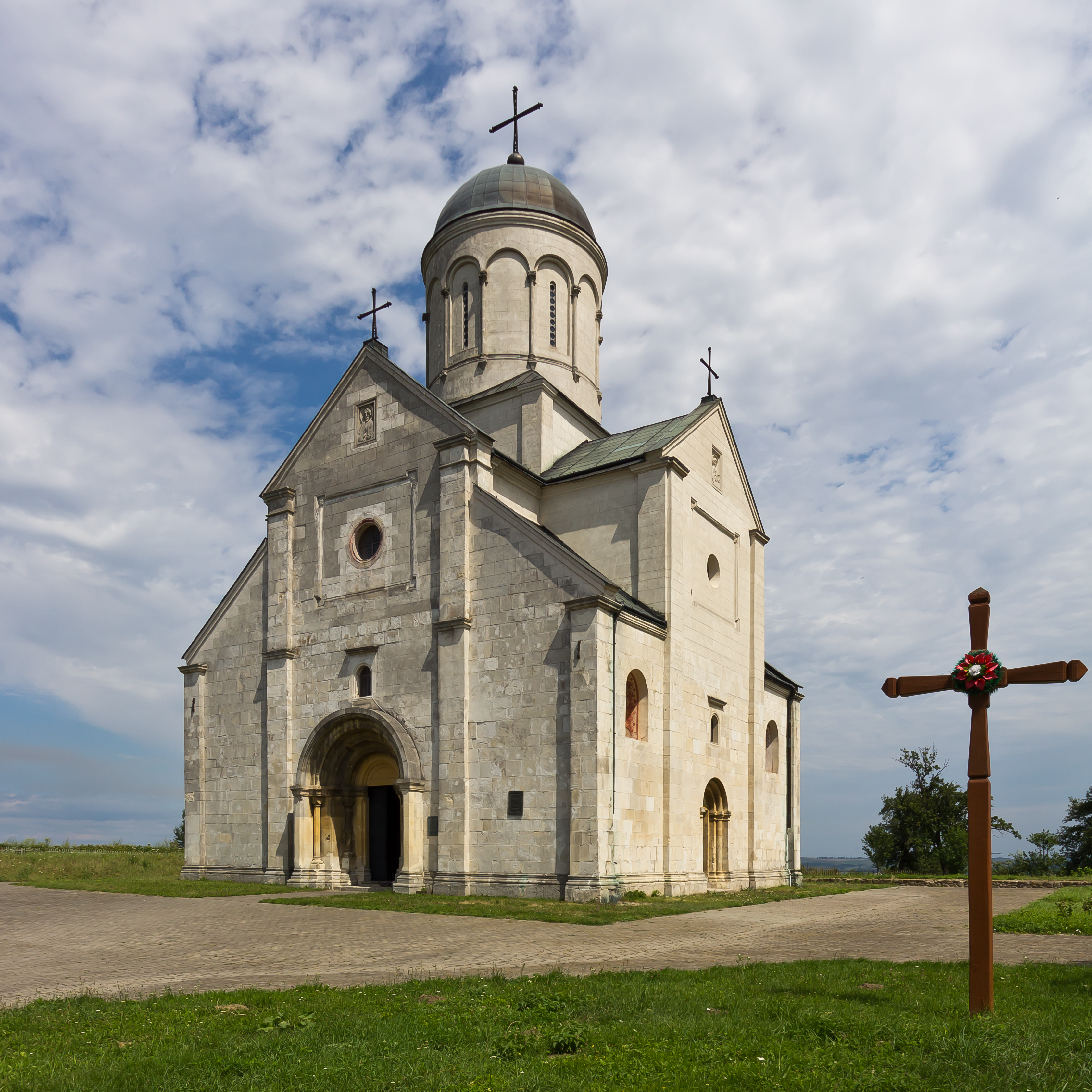
Església de Sant Pantaleó (Panteleimon) a Xevtxenkove, 1194.

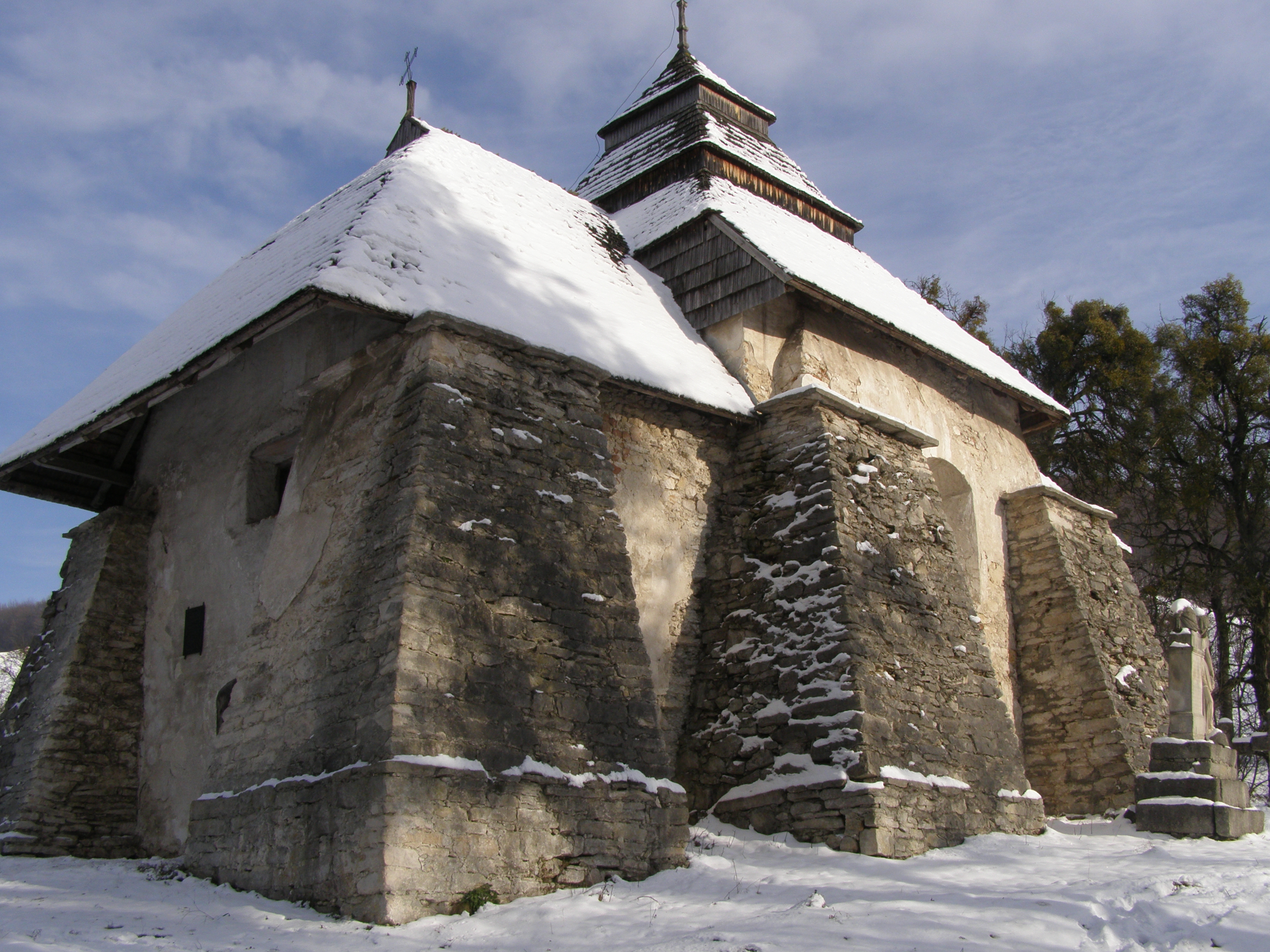
Església de Sant Nicolau, Chesnyki, segles XIV-XVI..

L'estat medieval de Rus de Kiev va ser el predecessor dels estats moderns d'Ucraïna, Rússia i Belarús i les seves respectives cultures, inclosa l'arquitectura. Al principi, tots els edificis -fortificacions, palaus, esglésies- eren de fusta. L'estructura principal dels edificis a l'antiguitat era una casa de troncs, col·locats horitzontalment amb una coberta de tela. La tradició de construir cabanes de troncs es va mantenir fins a principis del segle xx. Fins i tot avui, s'utilitzen cabanes de troncs similars per a habitatges, que es poden veure, per exemple, a Txerníhiv.
Juntament amb l'adopció del cristianisme l' any 988, a la Rus de Kíev, van aparèixer edificis d'arquitectura eclesiàstica, amb estil romà oriental. Les primeres esglésies ortodoxes orientals estaven fetes principalment de fusta, i la forma més senzilla d'església es coneixia com a església cel·lular. Les catedrals principals sovint presentaven desenes de petites cúpules, la qual cosa va portar a alguns historiadors de l'art a considerar-ho com una indicació de l'aparició de temples eslaus pagans precristians.
Diverses esglésies sobreviuen fins als nostres dies. No obstant això, en el transcurs dels segles XVI-XVIII, molts van ser reconstruïts exteriorment a l'estil barroc ucraïnès. El millor exemple dels quals és la Catedral de Santa Sofia a Kíiv, registrant-se la seva fundació a l'any 1017, tot i que ha arribat fins als nostres dies, havent, però, sofert una important reconstrucció barroca. L'estil romà oriental a les terres eslaves oriental i Rússia va començar a reformar-se activament en cooperació amb idees sobre la construcció i l'ornamentació. Com a resultat d'aquesta reforma, els banys allargats de les esglésies de Kíev van aparèixer una combinació de colors específics amb pintures, frescos i mosaics.
Altres mostres d'art romà orienal: l'Església del Salvador a Berestove, construïda entre 1113 i 1125; i l'Església de Sant Ciril, ca. segle XII. Encara es poden trobar totes a la capital ucraïnesa.
Diversos edificis van ser reconstruïts a finals del segle xix, com la Catedral de l'Assumpció a Volodimir-Volynskyi, construïda el 1160 i reconstruïda el 1896-1900, l' Església de Paraskevi a Txerníhiv construïda el 1201 amb reconstrucció feta a finals de l'any 1940 i la Porta daurada, a Kiiv, construïda el 1037 i reconstruïda el 1982. La reconstrucció d'aquesta última va ser descartada per alguns historiadors de l'art i l'arquitectura com una fantasia revivalista.
Val a dir que pocs exemples d'arquitectura popular de la Rus de Kiev han sobreviscut fins als nostres dies.

## Època cosaca

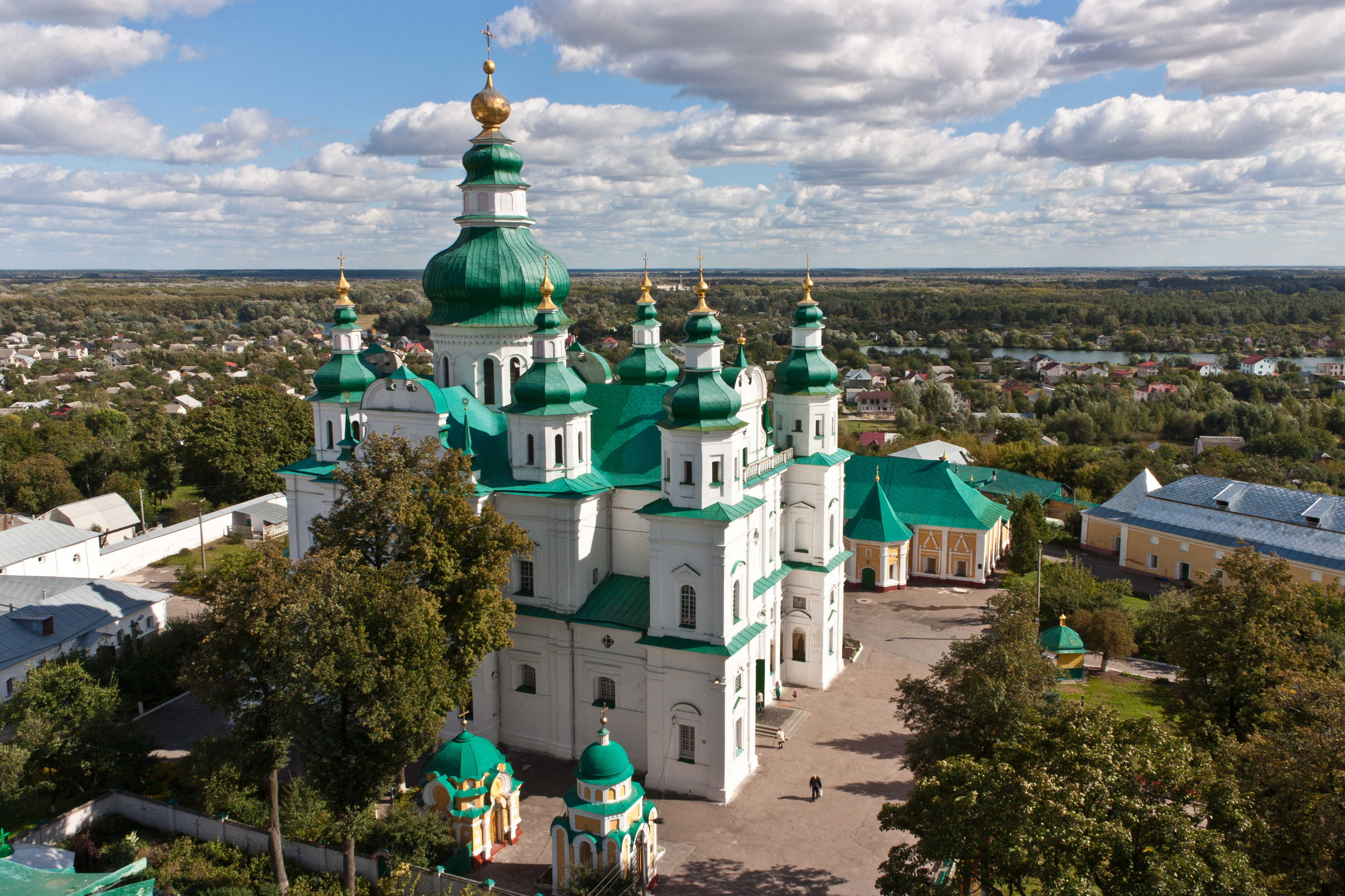
Catedral de la Monestir de la Trinitat a Txerníhiv construïda el 1679

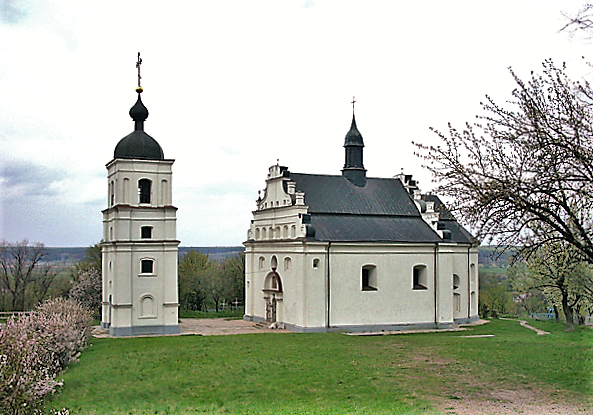
Una església a Subotiv, el lloc de naixement de l'hetman ucraïnès Bohdan Khmeinitski

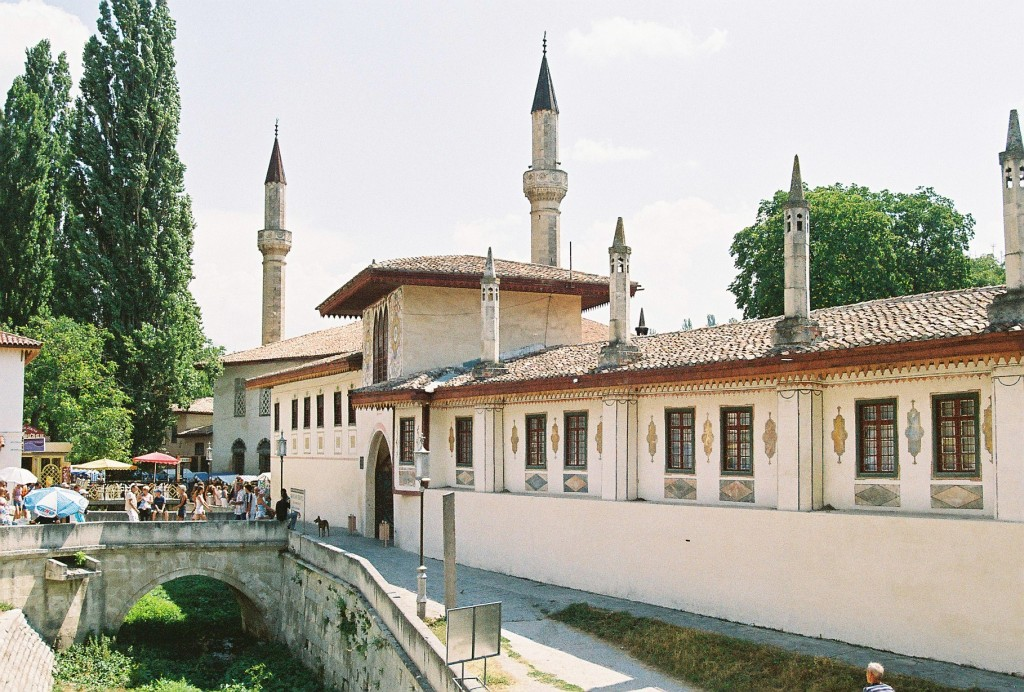
Palau de Bakhchisaray

### Primer barroc ucraïnès
El barroc ucraïnès va sorgir durant l'època de l'Hetmantat cosac dels segles XVII-XVIII. L'arquitectura barroca ucraïnesa, representativa de l'aristocràcia cosaca, es diferencia del barroc d'Europa occidental perquè els seus dissenys eren més constructivistes, tenien una ornamentació més moderada i eren formalment més senzills.
Durant els segles XVII-XVIII, la majoria de les esglésies medievals de la Rus van ser redissenyades i ampliades significativament. Es van afegir cúpules addicionals de l'església i una elaborada ornamentació exterior i interior.
Exemples famosos d'arquitectura barroca ucraïnesa són el complex de la Monestir de les Coves de Kiiv, el Monestir de Vidubichi i el Monestir de Potxàiv.

### Arquitectura tàrtara de Crimea
Durant el govern del Kanat de Crimea, el període va deixar diverses construccions inspirades en motius islàmics. El més famós va ser el Palau Bakhchisarai, dissenyat per un esforç combinat d'influència de l'arquitectura persa, turca i italiana.

### Barroc tardà ucraïnès
- Reconstrucció de la Catedral de Santa Sofia de Kiiv
- Estació de tren de passatgers de Kíiv

## Període imperial

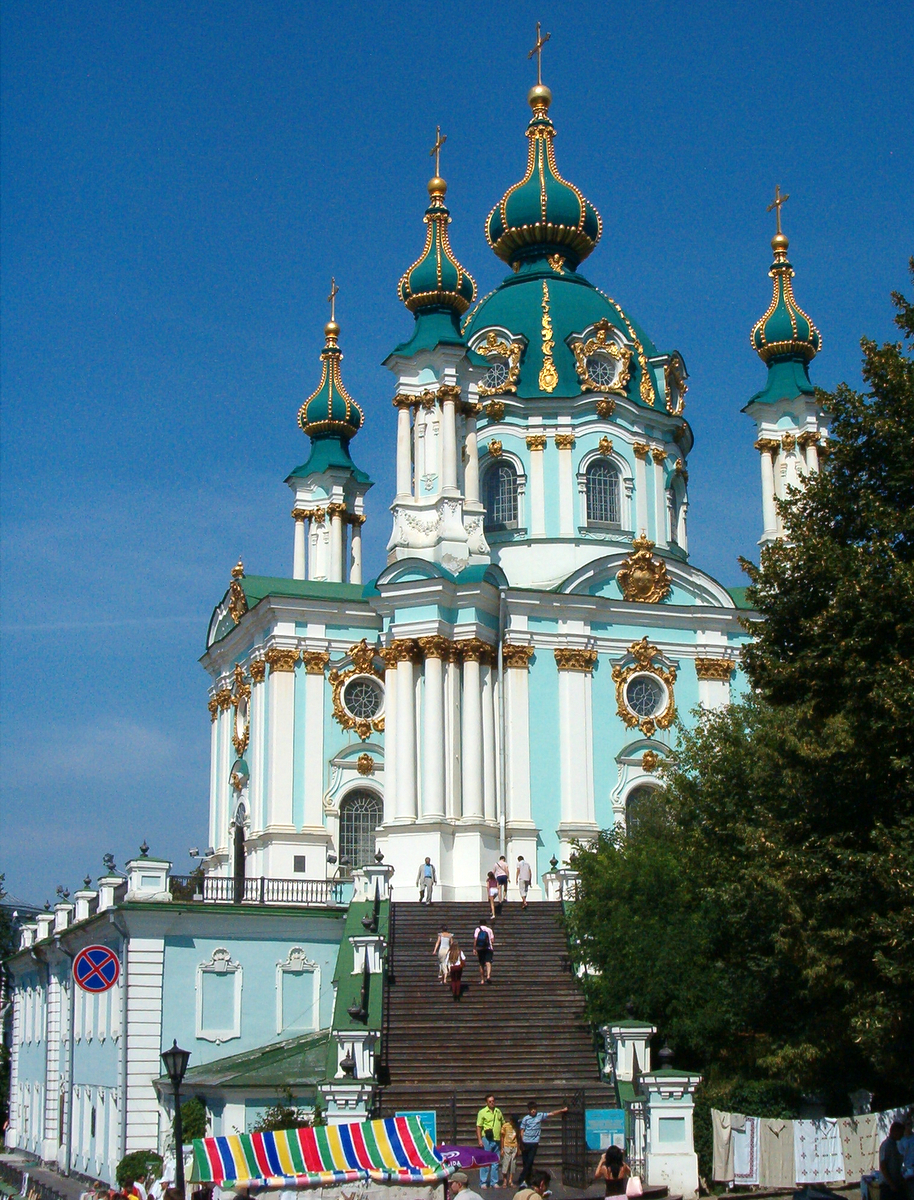
Església de Sant Andreu, un famós exemple d'arquitectura barroca del.

### Imperi Rus
A mesura que Ucraïna oriental i central es van integrar cada cop més a l'Imperi Rus, els arquitectes russos van tenir l'oportunitat de desenvolupar els seus projectes en el paisatge que oferien moltes ciutats i regions ucraïneses. L'Església de Sant Andreu de Kíiv (1747–1754), construïda per Bartolomeo Rastrelli, és un exemple notable d'arquitectura barroca, i la seva ubicació al cim de la muntanya de Kíiv la va convertir en un monument reconeixible de la ciutat. Una contribució igualment notable de Rastrelli va ser el Palau Mariinski, que va ser construït per ser una residència d'estiueig de l'emperadriu Elisabet I de Rússia.

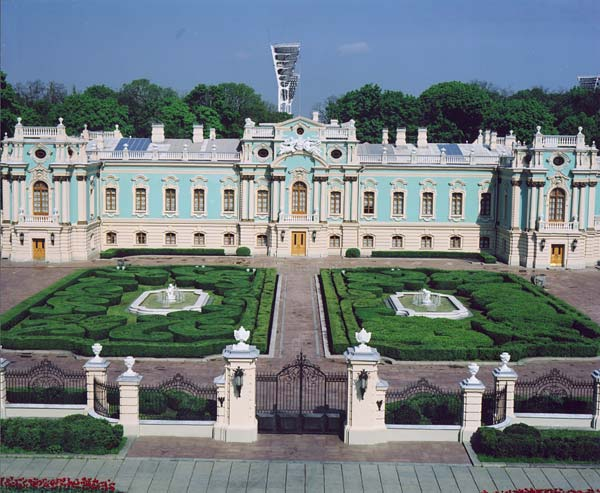
Palau Mariinski

Durant el regnat de l'últim hetman d'Ucraïna, Kirill Razumovsky, moltes de les ciutats de l'hetmanat cosac com Hlúkhiv, Baturin i Koselets van tenir grans projectes arquitectònics assignats a la Petita Rússia,per Andrey Kvasov.
Rússia, amb les seves victòries contra l'Imperi Otomà i el seu vassall Kanat de Crimea, va acabar annexant tot el sud d'Ucraïna i Crimea. Rebatejades com a Nova Rússia, aquestes terres havien de ser colonitzades, i es van fundar noves ciutats com Milolaiv, Odessa, Kherson i Sebastòpol. Aquests nuclis urbans incorporarien exemples notables de l'arquitectura imperial russa.

### Imperi Austrohongarès
Les zones occidentals d'Ucraïna que abans van formar part de l'Imperi Austrohongarès acullen alguns exemples destacats de l'arquitectura centreeuropea del segle xix, com ara el Teatre d'Òpera i Ballet de Lviv.

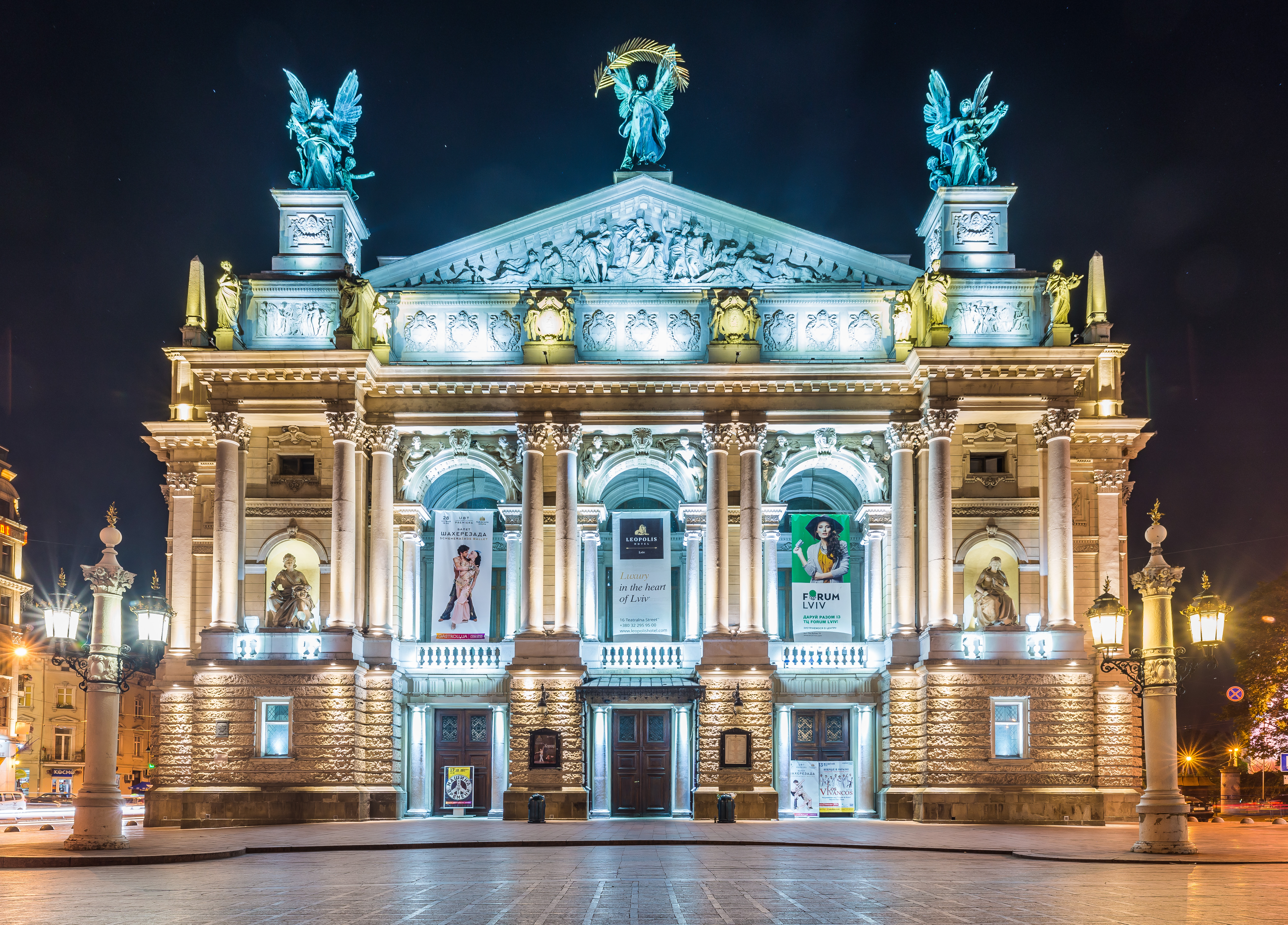
Teatre d'òpera i ballet de Lviv

## Arquitectura popular
El terme arquitectura popular es pot utilitzar indistintament amb els termes "folk", "autòctona", "tradicional" se sol col·locar a l'altre extrem de l'espectre de la construcció dissenyada professionalment per arquitectes. El coneixement de la construcció en l'arquitectura popular es basa en les tradicions locals i, per tant, en el coneixement transmès a través de les generacions. Les diferents regions d'Ucraïna tenien el seu propi estil distintiu d'arquitectura popular. Per exemple, a les muntanyes dels Carpats, i a les faldes circumdants, la fusta i l'argila són els principals materials de construcció tradicionals.
El Museu d'Arquitectura Popular i Vida de l'Ucraïna Dniéper central es troba a Pereiàslav. Es un museu a l'aire lliure conté 13 museus temàtics, 122 exemples d'arquitectura nacional i més de 30.000 objectes culturals històrics. El Museu d'Arts Decoratives és un dels museus destacats que conserva l'obra de les aplicacions arquitectòniques decoratives de l'arquitectura popular ucraïnesa.
- Casa popular del segle XII
- Barraca a Taras Turó Taras
- Museu d'Arts decoratives a Pereiàslav
- Molí de vent
- Església de Divendres Sant a Uman Raion, Província de Txerkassi
- Casa de troncs a Pyrohiv
- Església de Sant Nicolau a Borochyche
- Casa a Hutsul

### Esglésies de fusta a l'oest d'Ucraïna

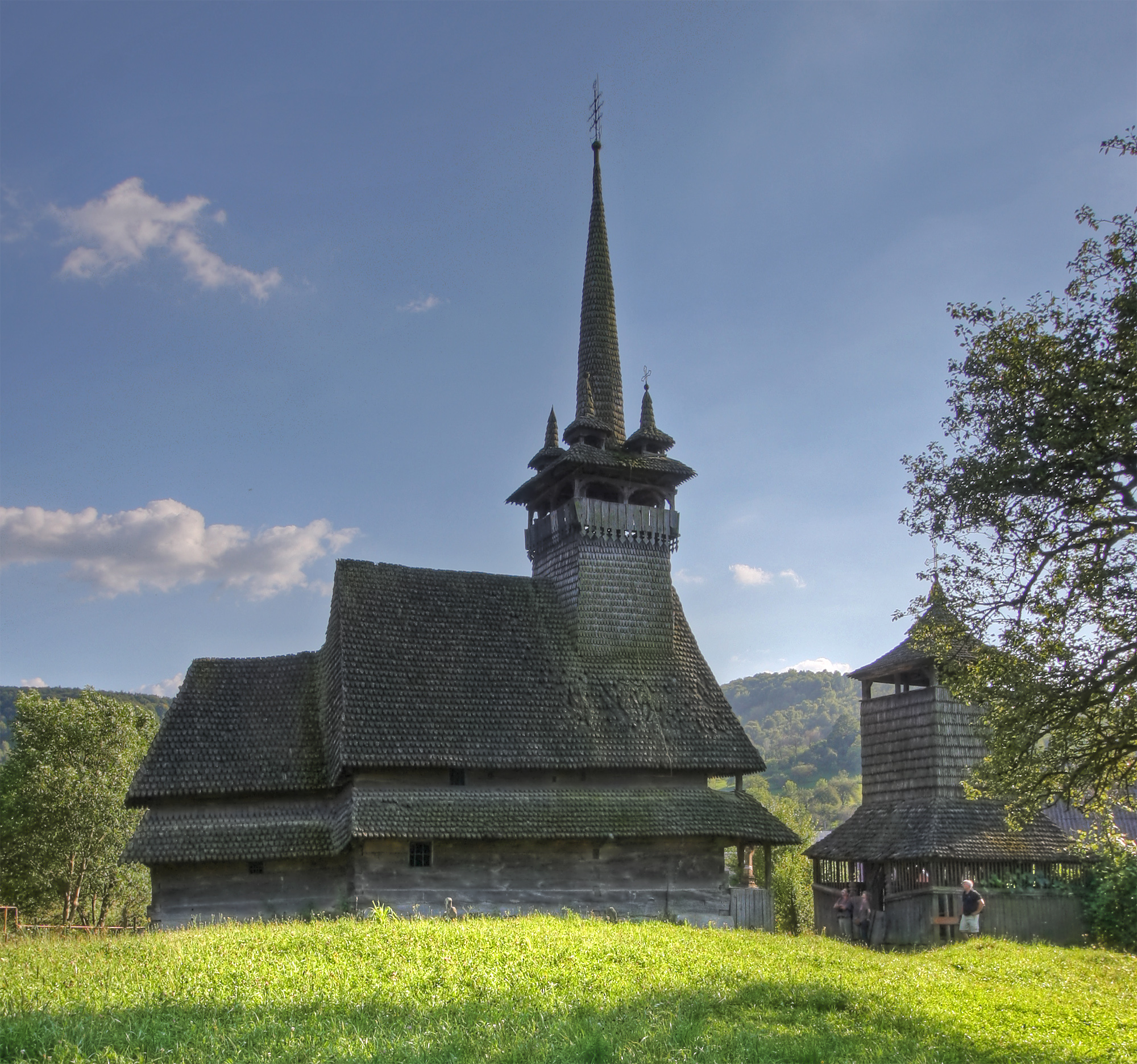
Església de Santa Paraskeva, província de Transcarpàcia
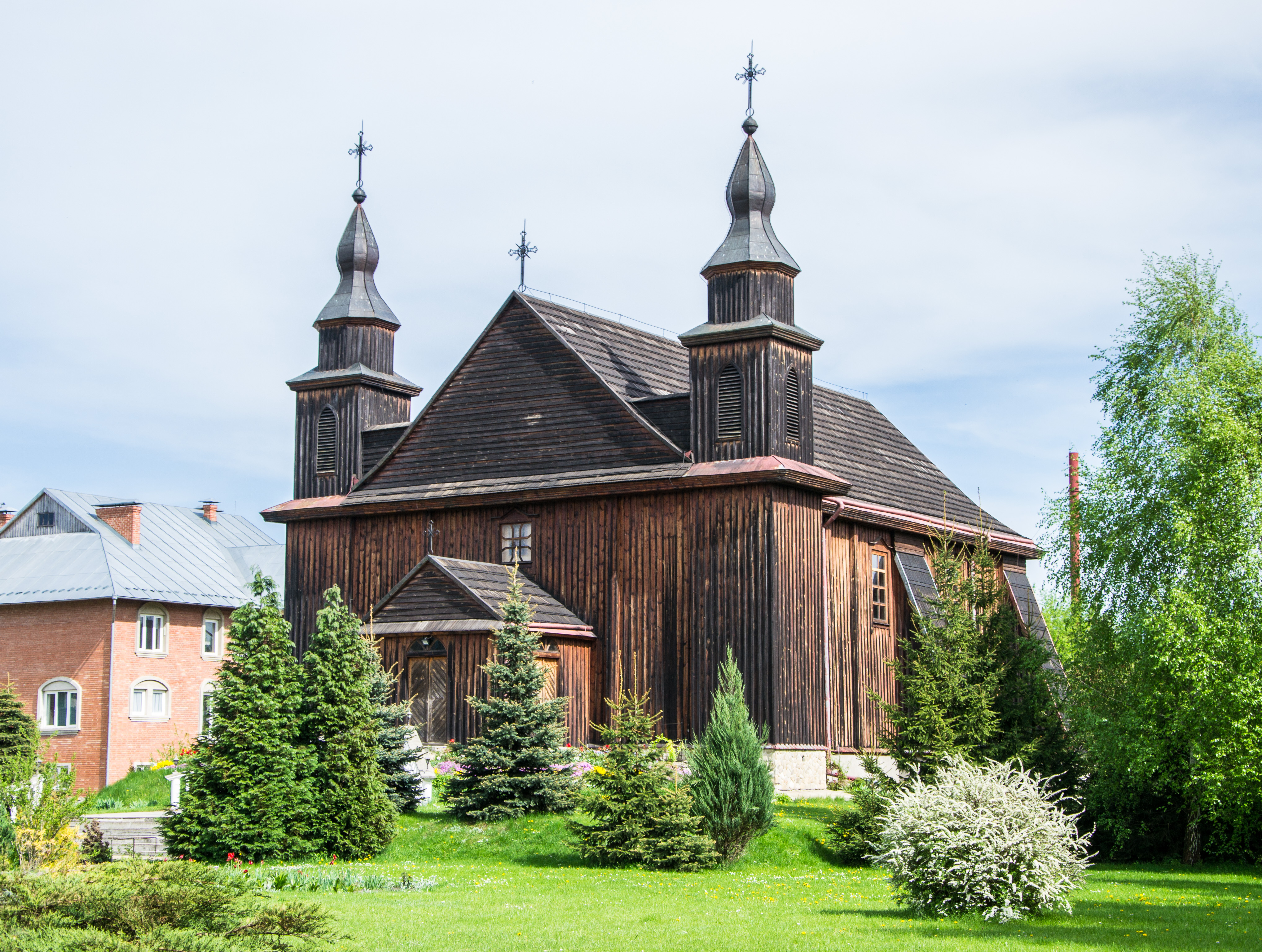
Església de Santa Anna, Kovel
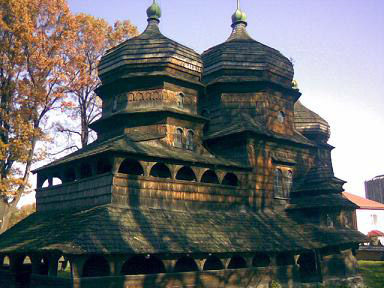
Església de Sant Jordi de Drohobich a Drohobich
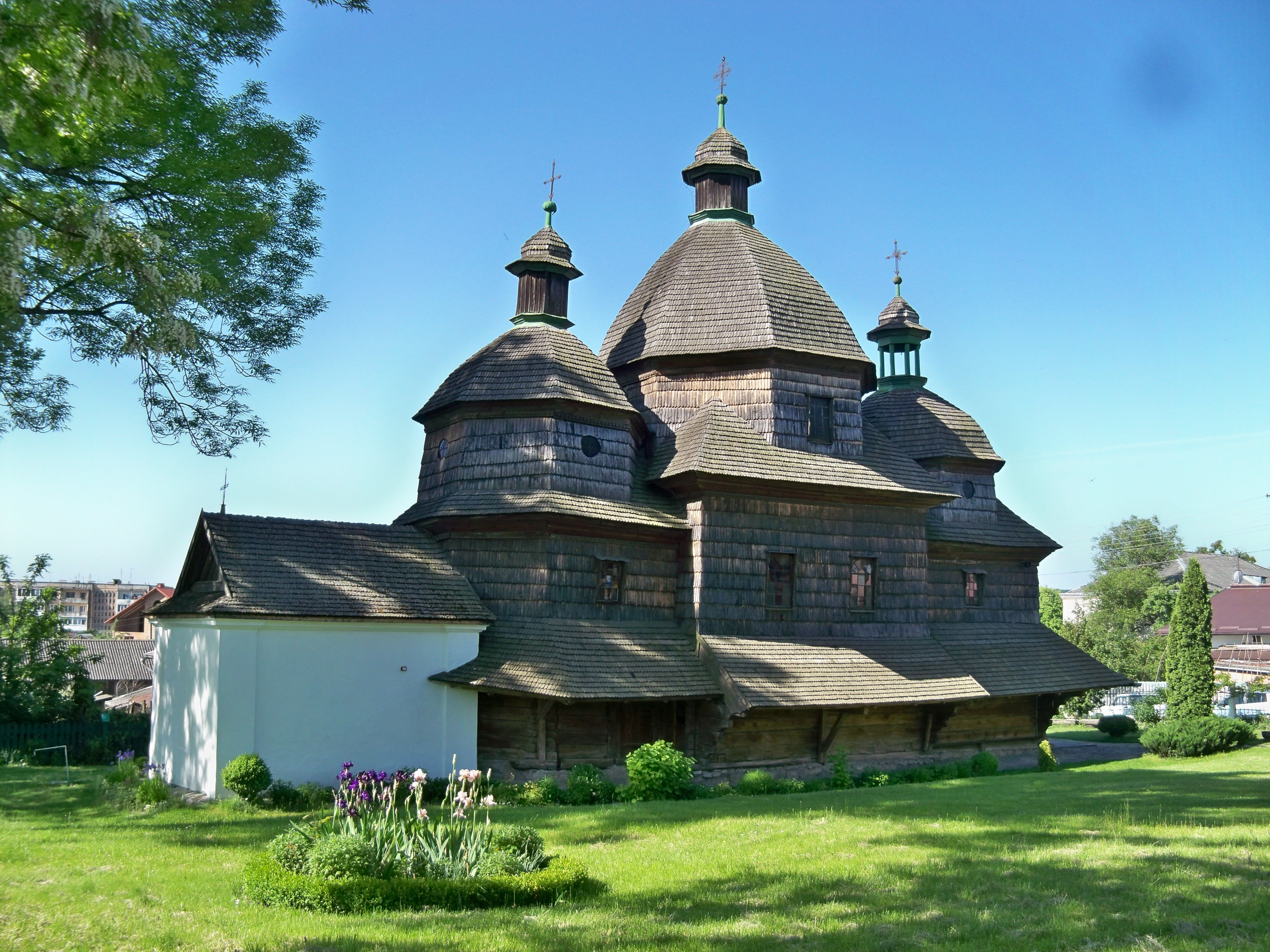
Església de la Santíssima Trinitat de Zhovkva, a Zhovkva

## Arquitectura de finals delseglexixi principis del XX

### Ucraïna oriental
- Casa Ginzburg
- Casa amb quimeres
- Rus-Bizanci a Ucraïna (Catedral de Sant Volodímir)

### Ucraïna occidental
- Centre històric de Lviv - Patrimoni de la Humanitat per la UNESCO
- Universitat de Txernivtsi - Patrimoni de la Humanitat per la UNESCO
- Terminal de tren de Lviv

- Residència dels metropolitans de Bucovina i Dalmàcia
- Palau Massandra
- Catedral de Sant Volodimir
- Teatre d'Opera i Ballet d'Odessa
- Església dels Sants Olha i Elisabet de Lviv
- Casa amb quimeres
- Banc Nacional d'Ucraïna (edifici)

## Unió Soviètica
Després de la Revolució d'Octubre de 1917 i la Guerra Civil russa en què també va participar Ucraïna, la major part del territori ucraïnès es va incorporar a la nova República Socialista Soviètica d'Ucraïna comunista. Per primera vegada, els ucraïnesos, com a nació, es van convertir en una nacionalitat reconeguda i, com a resultat, es van fer grans esforços per desenvolupar un estil arquitectònic ucraïnès diferenciat.

### Capital: Kharkiv (1917–1934)
Durant els primers anys del domini soviètic, les polítiques d'Ucraïnització van promoure que molts arquitectes ucraïnesos s'animéssin a utilitzar motius nacionals únics a Ucraïna. Paral·lelament, l'arquitectura es va estandarditzar, i totes les ciutats van impulsar plans generals de desenvolupament als quals es portaren a terme projectes arquitectònics. No obstant això, els motius nacionals no es van adoptar com a nova moda arquitectònica del nou govern, i l'estil més consolidat es va convertir en constructivisme.
A l'Ucraïna soviètica, durant els primers 15 anys, la capital va ser la ciutat oriental de Khàrkiv. Immediatament es va desenvolupar un gran projecte per "destruir" la seva cara burgesa-capitalista i crear-ne una de nova socialista. Ell jove arquitecte Viktor Trotsenko, va proposar una gran plaça central amb grans edificis moderns per convertir-se en el centre central de la capital. Així va néixer la plaça Dzerzhinski (actual plaça de la Llibertat), que es convertiria en l'exemple més brillant d'arquitectura constructivista a l'URSS i a l'estranger. Amb un total d'11,6 hectàries, és actualment la tercera plaça més gran del món.
De tots, el més famós va ser l'edifici Gosprom (1925–1928), que es convertiria en un símbol no només de Kharkiv, sinó del constructivisme en general. Va ser promogut pels arquitectes Sergei Serafimov, S. Kravets i M. Felger, i només en tres anys es convertiria en l'estructura més alta d'Europa. La seva característica única rau en la simetria que només es pot sentir en un punt, al centre del quadrat. Com a homenatge al disseny d'enginyeria de la Universitat Tècnica de Kharkiv, cap dels intents de volar l'edifici durant la Segona Guerra Mundial va tenir èxit, i encara segueix sent el símbol de Kharkiv avui dia.
Altres exemples a la plaça, però, van ser menys afortunats, com la Casa dels Projectes, actualment la Universitat de Khàrkiv. Novament dissenyada per Serafimov, i construïda per simetritzar el Gosprom a la curvatura de la plaça, també va ser un assoliment monumental del constructivisme. No obstant això, durant la guerra va ser greument malmesa i va ser reconstruïda en un estil semi-estalinista que va deixar poc de l'edifici original intacte.

### Capital: Kiiv (1934–1991)

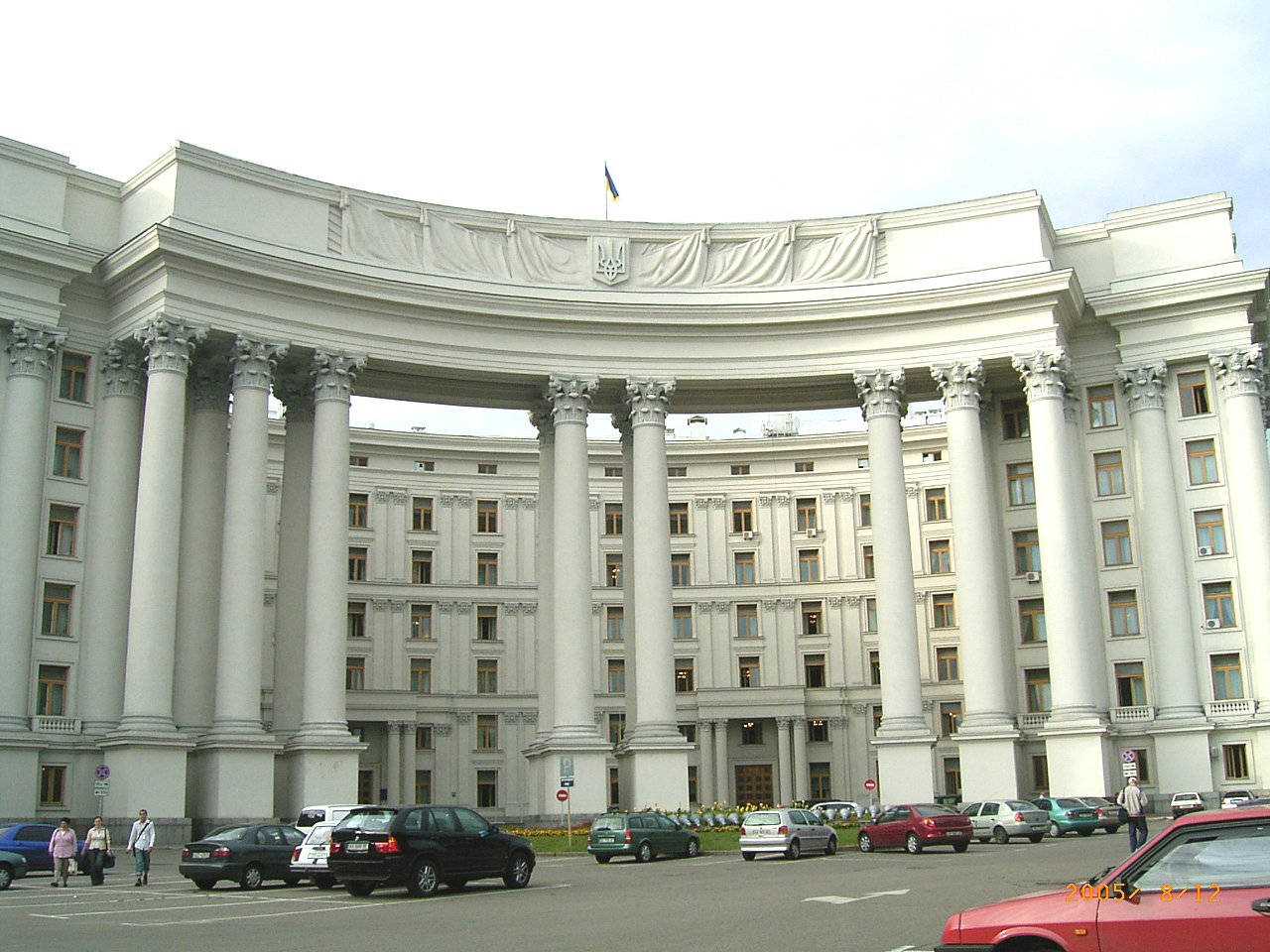
L'actual Ministeri d'Afers Exteriors d'Ucraïna, construït com a part d'un complex governamental, que s'ubicarà al territori de l'antic Monestir de Sant Miquel de les Cúpules Daurades. Només es va construir un dels edificis (a la foto).

El 1934, la capital de l'Ucraïna soviètica es va traslladar a Kíiv. Durant els anys anteriors, la ciutat era vista només com un centre regional i, per tant, va rebre poca atenció. Tot això havia de canviar, però a un gran preu. En aquest punt, ja es mostraven els primers exemples d'arquitectura estalinista i, a la llum de la política oficial, s'havia de construir una nova ciutat sobre l'antiga. Això va fer que es destruïssin exemples inestimables com el Monestir de Cúpula Daurada de Sant Miquel. Fins i tot la catedral de Santa Sofia estava amenaçada.
Tanmateix, amb la Segona Guerra Mundial el projecte es va desestimar. Les construccions supervivents de Kíiv d'abans de la guerra inclouen l'edifici del Comitè Central del Partit Comunista d'Ucraïna, actualment ocupat pel Ministeri d'Afers Exteriors. Construït per l'arquitecte, només es va completar l'ala nord, l'ala sud idèntica i simètrica que es construiria al lloc del monestir destruït per acollir la Rada ministerial no es va acabar mai. L'altre exemple és l'edifici de la Rada Suprema construït el 1936–38 per l'arquitecte Volodimir Zabolotni.
Després de la gran destrucció de la Segona Guerra Mundial, es va presentar un nou projecte per a la reconstrucció del centre de Kíev. Això va transformar l'avinguda Khreshchatik en un dels millors exemples d' arquitectura estalinista. Es van elaborar un total de 22 projectes individuals, quan va començar el concurs inicial el 1944, cap dels quals es va realitzar a causa d'una àmplia contestació i finalment el 1948 l'institut KyivProekt va presentar la seva versió final, dirigida pels arquitectes A. Vlasov i des de 1949 Anatoly Dobrovolsky. Durant les dues dècades següents, aquesta construcció dominaria tots els grans projectes de la capital.
- Projecte rebutjat
- Nou projecte rebutjat
- Projecte final

Malgrat un inici entusiasta que va permetre la creació de la majoria d'edificis com l'oficina de Correus, l'Ajuntament, l'elegant pòrtic blanc Acadèmia Nacional de Música d'Ucraïna Txaikovski i els primers edificis de la plaça Kalinina, que es van acabar el 1955, la nova política arquitectònica va tornar a aturar ràpidament el projecte fins a la seva execució final. Cap dels exemples, però, comparteix el destí de l'Hotel Ukraina, que havia de coronar la plaça. Un gratacel elegant construït semblant als edificis de les Set Germanes de Moscú, es va despullar de totes les característiques decoratives i es va completar en el que només es podria descriure com un estil lleig .

### Altres exemples a l'Ucraïna soviètica
- Reconstrucció de Kharkiv
- Trasllat de capital a Kíev
- Estació Hidroelèctrica del Dnièper

### Període estalinista
- Reconstrucció del centre de Kíev

### Període post-estalinista
- Plans generals urbanístics
- Palau d'Esports de Kiiv, Palau "Ucraïna"

## Ucraïna moderna

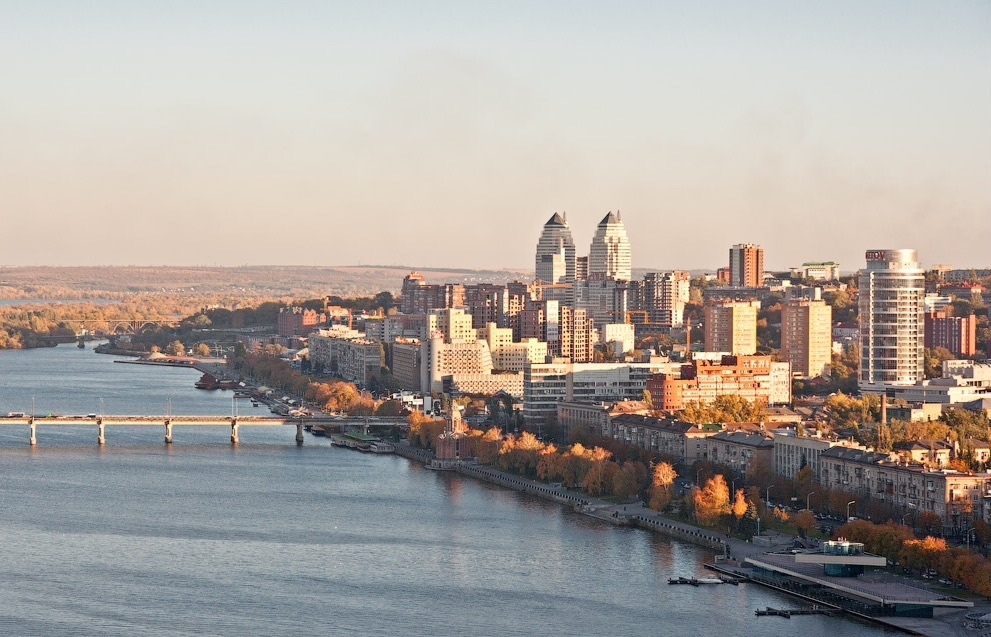
Edificis residencials a Dnipro

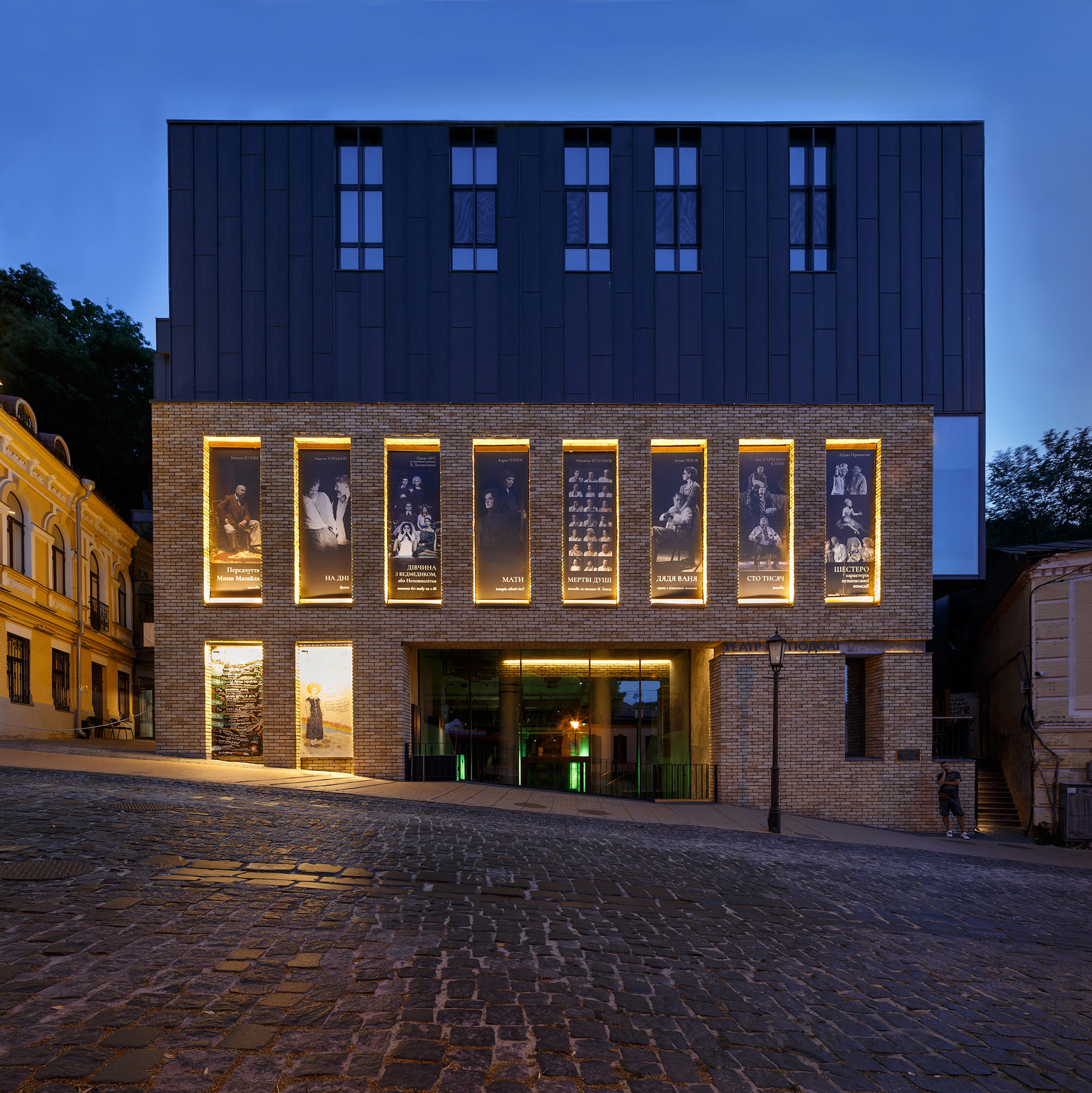
Teatre on Podil, nominat al premi Mies van der Rohe

El llenguatge de l'arquitectura moderna es torna més global i plural en la seva direcció artística. Al mateix temps, tenen un paper important les noves cerques creatives, tendències, principis i enfocaments progressius de la creació per resoldre la composició de la forma i l'estil arquitectònic.
A les obres de l'escola d'arquitectes ucraïnesos de Kíev, es poden trobar cada cop més tendències de l'arquitectura postmoderna i de l'arquitectura high-tech. Això és un reflex de l'abast de la globalització al món de l'arquitectura.
Bons exemples de l'arquitectura ucraïnesa moderna són la reconstrucció i renovació del Maidan Nezalejnosti al centre de Kiiv. Malgrat el límit establert per l'espai estret dins de la plaça, els enginyers van poder combinar el paisatge desigual i també utilitzar l'espai subterrani per establir una nova botiga al centre.
El gran projecte que ocuparà la major part del segle XXI, és la construcció del centre de la ciutat de Kíev a la península de Ribalskyi, que, quan estigui acabat, inclourà un dens parc de gratacels enmig del pintoresc paisatge del Dniéper.

## Exemples concrets

### Metro

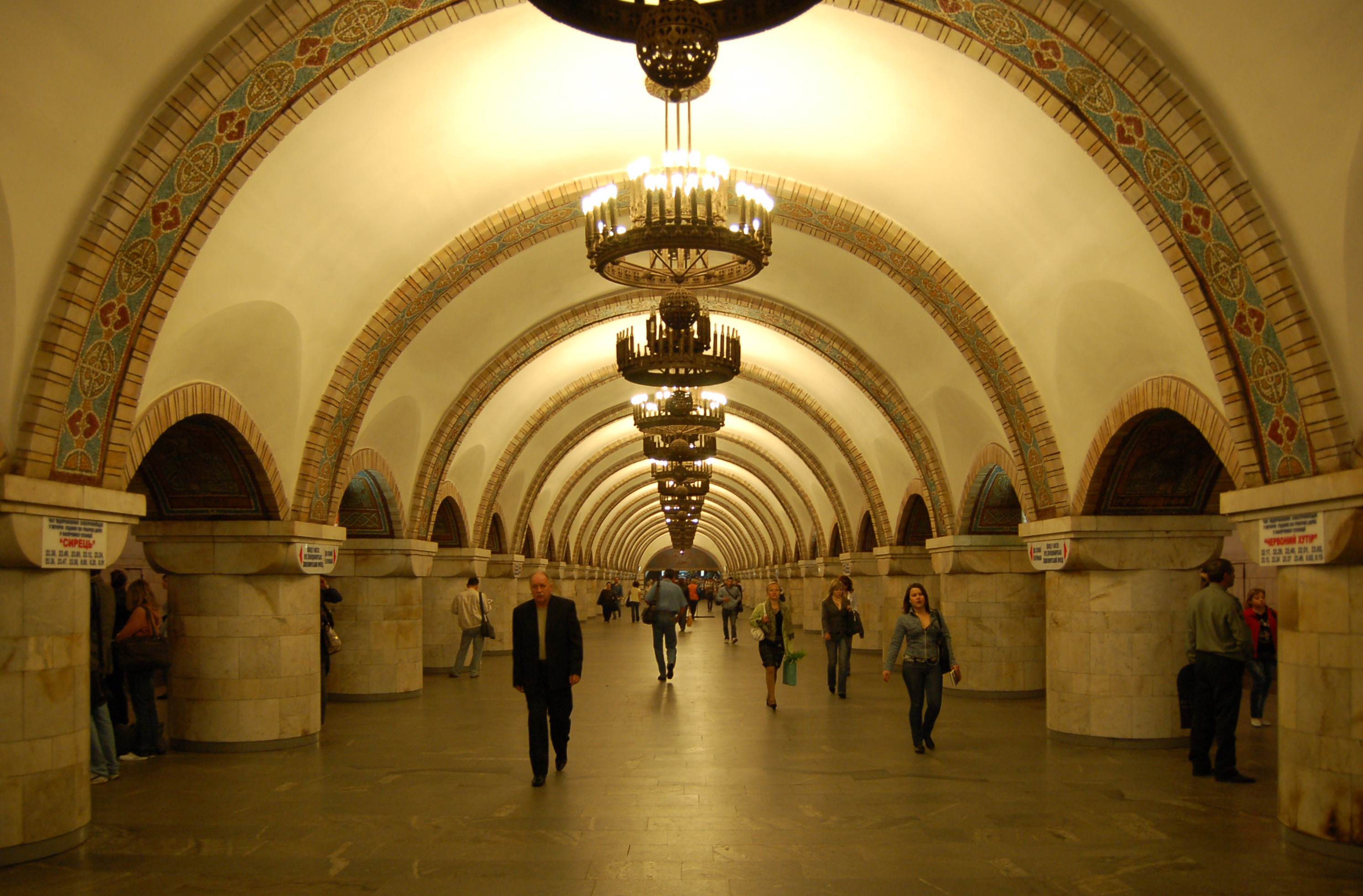
Zoloti Vorota (Metro de Kiiv)

Durant el període soviètic, les estacions de metro estaven decorades amb dissenys especialment vius. Les tres primeres estacions que van ser construïdes per arquitectes ucraïnesos, en realitat no estaven ubicades a Ucraïna. No obstant això, totes tres es consideren les construccions més emblemàtiques aconseguides mai en la història de la construcció subterrània. Totes elles es coneixen amb un mateix nom, Kiivskaia, i es troben al metro de Moscou sota la terminal de tren Kiievski.
L'any 1949 es va iniciar la construcció de la primera etapa del metro de Kíiv, que es va inaugurar el 1960. Totes les estacions són considerades com a monuments de l'arquitectura, pel seu caràcter únic i autèntic. Les últimes estacions dels anys 60 perdrien aquesta singularitat davant el canvi de política cap a l'utilitarisme.
L'any 1967, es va iniciar la construcció de la primera etapa del metro de Kharkiv, que es va obrir el 1975, a la qual es va unir aviat el semi-metro Krivyi Rih Metrotram el 1986 i el metro de Dnipro el 1995.

## Les set meravelles d'Ucraïna

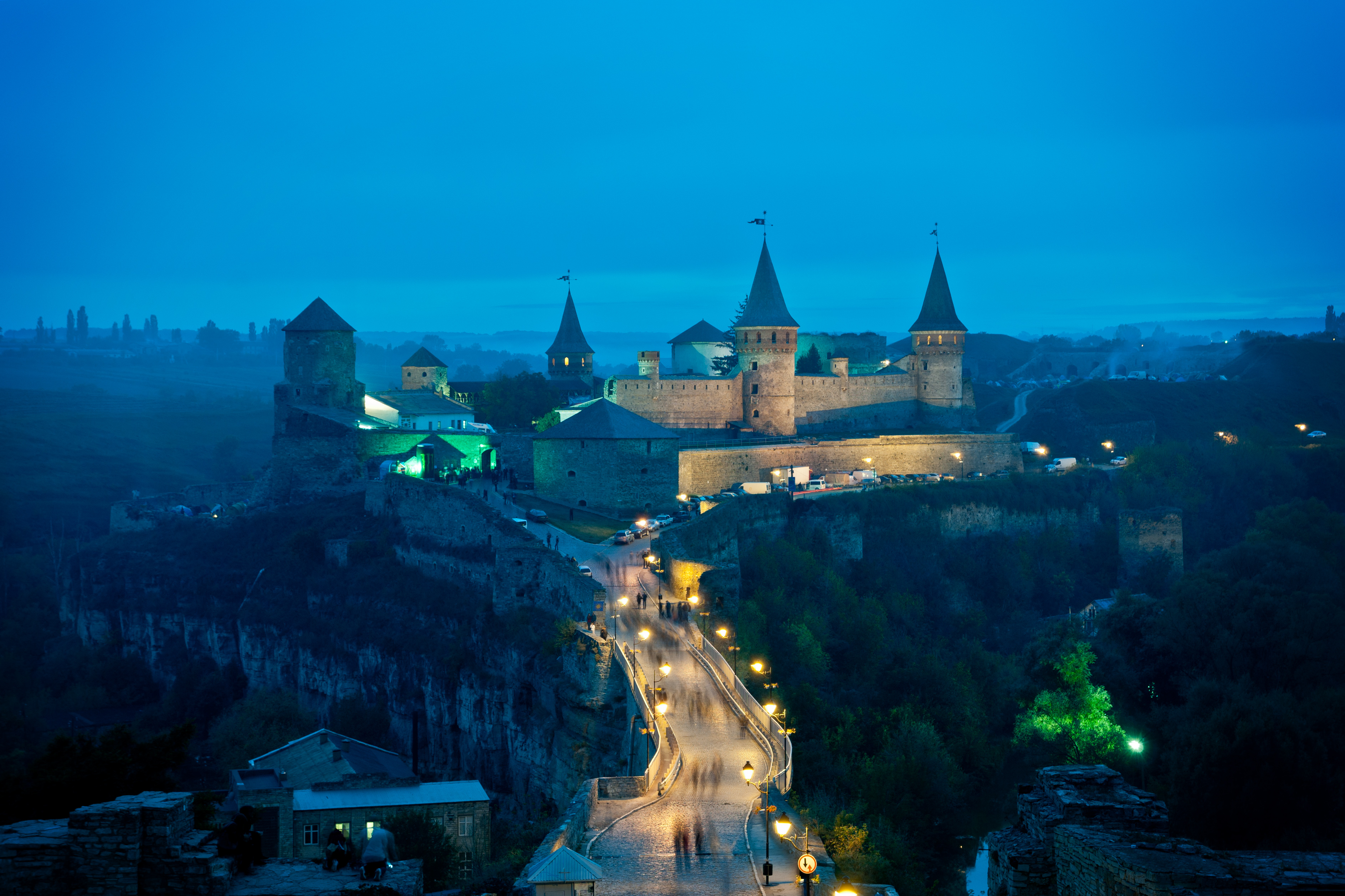
Castell de Kamianets-Podilskyi - una de les set meravelles d'Ucraïna

El 24 d'agost de 2007 es van anunciar les Set Meravelles d'Ucraïna. L'iniciador d'aquest projecte és el representant del poble al Consell Suprem, Mykola Tomenko. L'objectiu principal d'aquesta empresa és dirigir l'atenció dels mitjans de comunicació i dels ciutadans del país als monuments històrics i culturals més populars d'Ucraïna.
Les set meravelles d'Ucraïna és una extensió lògica del conjunt de projectes sota el lema 'Descobreix Ucraïna!' que han tingut lloc amb el propòsit d'ajudar a descobrir Ucraïna amb els seus paisatges insubstituïbles, una història interessant i riques oportunitats recreatives.
L'any 2008 es va dur a terme un altre projecte sota el nom de Seven Natural Wonders of Ukraine. Es tracta d'una segona etapa del projecte principal Seven Wonders of Ukraine, que estava dirigit principalment a albiraments històrics, culturals i arquitectònics del país. La segona etapa identificarà els principals objectes geològics com roques, serralades, coves, llacs, rius, boscos naturals.
Aquest projecte com el seu predecessor també té tres etapes. En primer lloc, després que cada província presenti els seus nominats, 100 d'ells passaran a la següent etapa. En els propers tres mesos, s'escolliran 21 guanyadors d'aquests centenars per a la fase final. I pel Dia de la Independència, el 24 d'agost, es presentaran al públic els set finals. El projecte està organitzat per les institucions següents: el Servei Nacional de Turisme d'Ucraïna, el Comitè del Congrés de polítiques de joventut, esport i turisme, la companyia nacional de ràdio d'Ucraïna, la teleempresa ICTV, la revista Mandry i moltes altres.